# Aeroporto Internacional de São Luís
O Aeroporto Internacional Marechal Cunha Machado (IATA: SLZ, ICAO: SBSL), é um aeroporto internacional no município de São Luís, no Maranhão, sendo o principal aeroporto do estado. Opera regularmente voos regionais e nacionais e, ocasionalmente, voos charter internacionais. Costuma receber aeronaves de médio porte como Airbus A320 e Boeings 737.
Desde de 2013, a maior aeronave que opera regularmente no aeroporto é o Airbus A321 com capacidade para 220 passageiros.

## História
Em 1942, a pista 09/27 (que era de grama) e media mil metros de comprimento, atendia à Base Aérea do Exército Brasileiro e era o único meio de que São Luís dispunha para receber voos. A pista 06/24 foi construída como parte da base estadunidense que começou a funcionar em 1943. No ano de 1974, o então Ministério da Aeronáutica (atual COMAER) transferiu à Infraero a jurisdição técnica, administrativa e operacional do aeroporto. O atual terminal de passageiros do Aeroporto Internacional Marechal Cunha Machado foi inaugurado em fevereiro de 1998. Pela Lei Federal nº 7.383, de 17 de outubro de 1985, o aeroporto recebe denominação em homenagem ao Marechal-do-Ar Hugo da Cunha Machado, nascido no Maranhão e lembrado por sua atuação na carreira militar e na vida política.
O Aeroporto Internacional Marechal Cunha Machado é a principal porta de entrada do Estado do Maranhão e contribui para o desenvolvimento social, cultural e econômico do estado. O Estado do Maranhão e em especial a área de influência metropolitana, da capital São Luís, vem se destacando como pólo de investimentos industriais e turísticos com oportunidades de crescimento econômico sustentável, promoção da inclusão social e redução das desigualdades regionais.
Atualmente, o Aeroporto Internacional Marechal Cunha Machado dispõe de uma área comercial, com restaurante, lanchonetes, sorveteria, agência de viagens, loja de artesanato, bancos, correios, locadoras de veículos, etc. A malha viária liga o Maranhão de Norte a Sul do país, a infraestrutura é composta por um terminal de passageiros climatizado com 8.100m², estacionamento para 400 vagas, salas de embarque e desembarque, escadas rolantes, elevadores, pontes de embarque, duas pistas de pouso e descolagem, a maior delas medindo 2386m x 45m é dotada de ILS Cat 1 (voo por instrumento), que permite atender as mais diversas situações de pouso e decolagem com relevante segurança operacional.

### Reparos e ampliação
O terminal de passageiros do aeroporto teve sua estrutura comprometida pelas chuvas ocorridas no início de março de 2011, sendo usada uma estrutura com capacidade limitada para cumprir sua função enquanto o terminal principal passava por reformas. A previsão era de que a reinauguração do terminal ocorresse em 150 dias, mas só aconteceu em 27 de agosto de 2012. Os problemas de infraestrutura levaram o aeroporto a perder a classificação de internacional provisoriamente em junho de 2011. As obras de reparos, no valor de R$ 13 milhões, incluíram a climatização do terminal de passageiros, duplicação da área de embarque, ampliação da área de desembarque em 118 m² e aumento do número de balcões de check-in de 22 para 27.
No segundo semestre de 2014, foi iniciada uma nova reforma, orçada em R$ 14,5 milhões, que prevê a ampliação a área do terminal dos atuais 6,2 mil m² para 11,1 mil m², construção de um espaço exclusivo para voos internacionais e instalação de quatro módulos operacionais, que serão anexados ao terminal: embarque, desembarque, check-in e check-out. Foi estimado um aumento da capacidade anual para 5,9 milhões de passageiros. Até junho de 2015, apenas 10% das obras anunciadas estavam concluídas. No início de 2017, foram inaugurados novos terminais de embarque e desembarque.

### Privatização
Em 07 de abril de 2021, os aeroportos de São Luís e de Imperatriz foram leiloados pelo governo federal, tendo sido arrematados pela Companhia de Participações e Concessões (CPC) do Grupo CCR. A companhia deve administrar os aeroportos por 30 anos. O Bloco Central, composto pelos aeroportos de São Luís (MA), Imperatriz (MA), Goiânia (GO), de Palmas (TO), Petrolina (PE) e Teresina (PI) foi arrematado por R$ 754 milhões, com ágio de 9.156,01%.

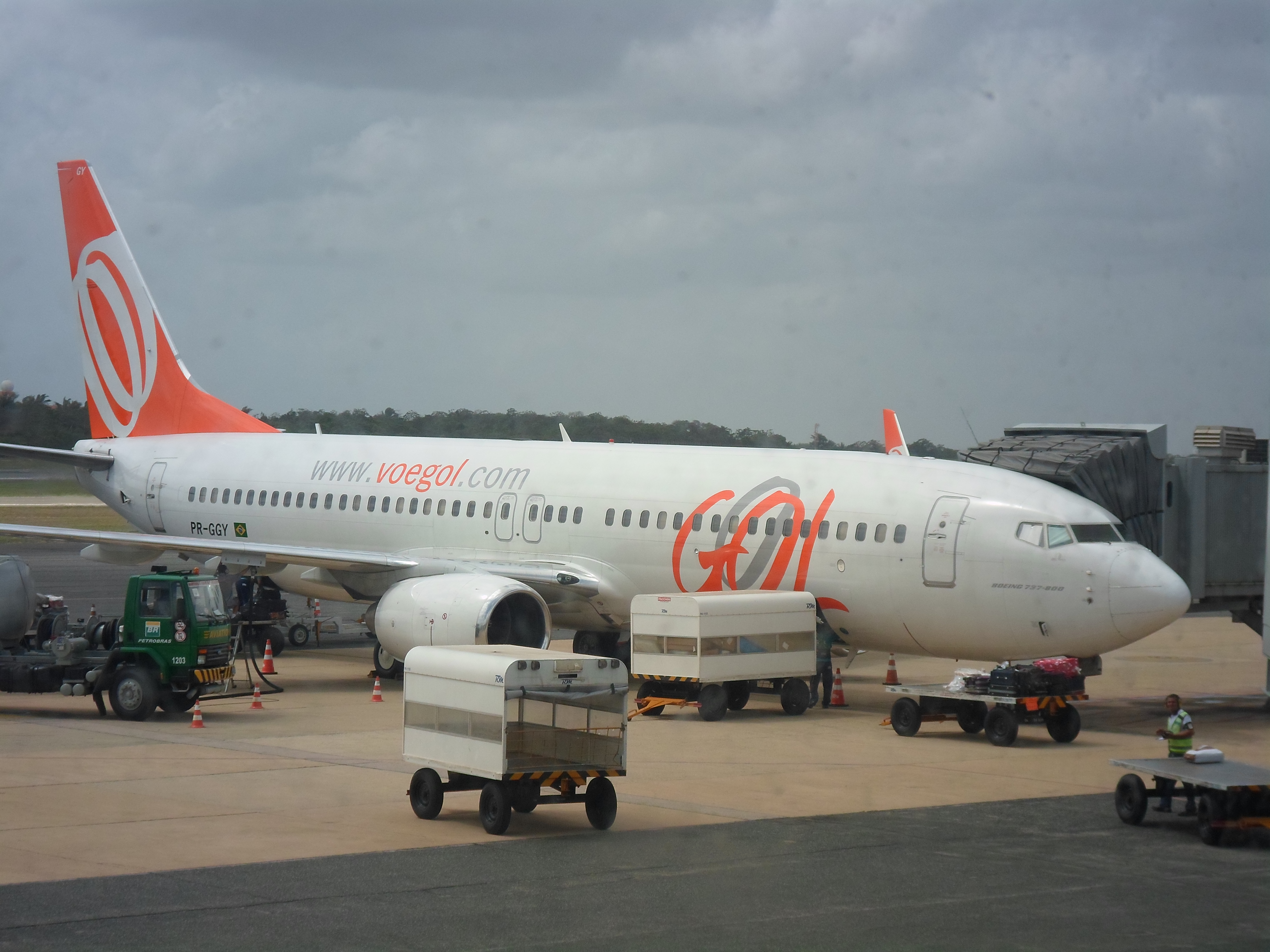
Boeing 737-800 da Gol em São Luís

### Voos especiais
Em 2009, foi registrado o pouso de um Antonov An-124, que fazia transporte de carga para a Vale.
No dia 26 de dezembro de 2010 um voo charter da empresa EuroAtlantic Airways, operado por um Boeing 767-300ER, trouxe turistas da Europa para passar o reveillon em São Luís..
Em 3 de dezembro de 2022, São Luís recebeu um Boeing 747-400F da companhia aérea norte-americana National Airlines. O voo foi fretado pela Innospace, empresa da Coreia do Sul, para a entrega do foguete HANBIT-TLV, que foi lançado do Centro Espacial de Alcântara, como parte de um acordo assinado com a Força Aérea Brasileira (FAB) em setembro de 2021.
Em 2024, em duas ocasiões (2 de janeiro e 21 de março), o aeroporto recebeu voos especiais operados por aeronaves Ilyushin Il-76 da companhia azeri Silk Way Airlines, vindos de Mumbai, na Índia, trazendo turbinas para uma empresa do setor de gás natural no interior do Estado.

## Características
Principais características do aeródromo:
- Sítio aeroportuário: 6.022.000 m²

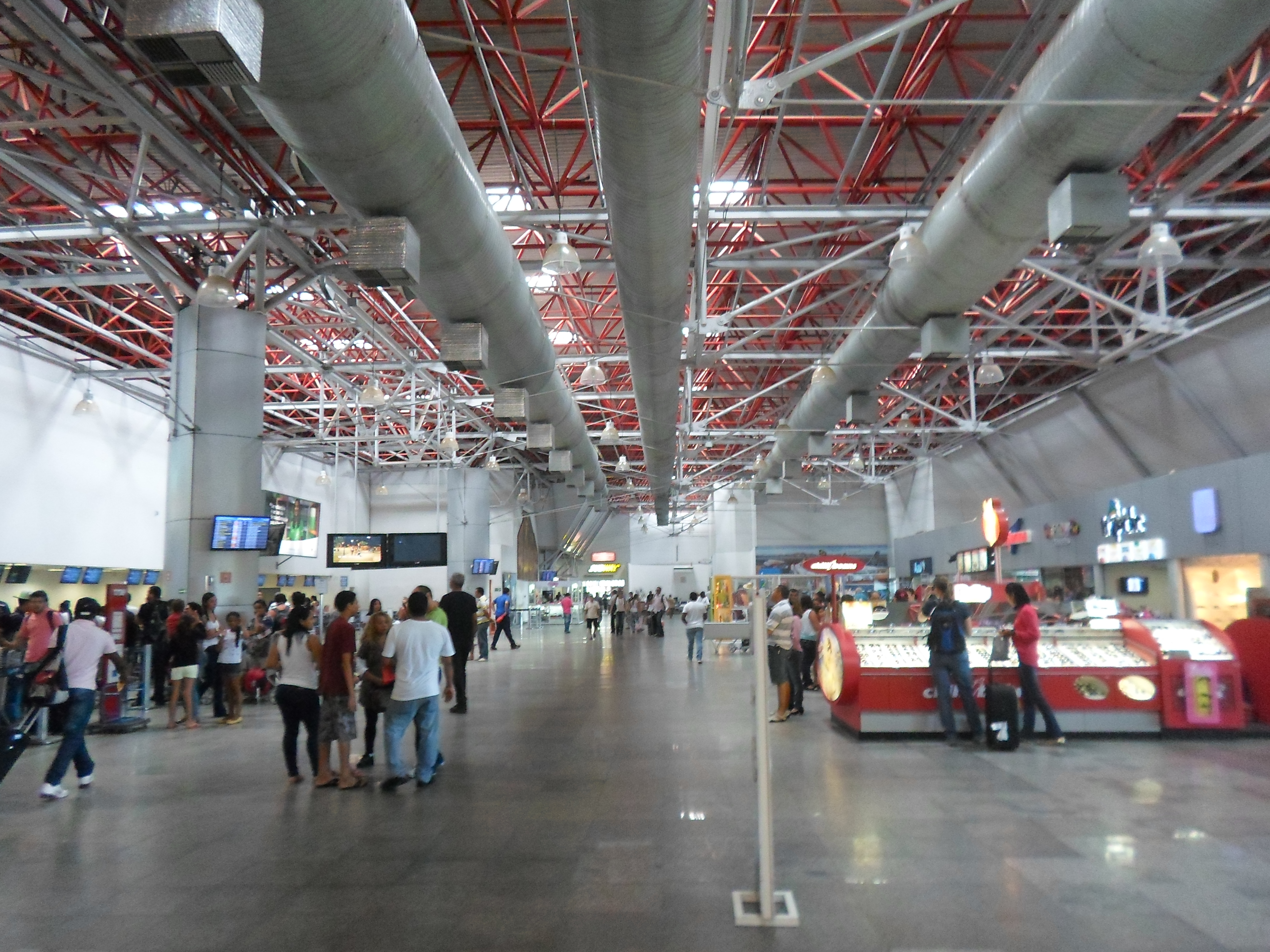
Interior reformado do aeroporto

- Terminal de passageiros: 10,7 mil m²
- Terminal de cargas: 600 m²
- Pista 06/24

Material: asfalto
Resistência: 52/F/B/X/T
Dimensões: 2386 x 45 m
PAPI na cabeceira 06
- Pista 09/27

Material: asfalto
Resistência: 39/F/B/X/T
Dimensões: 1464 x 45 m
- Sistemas de aproximação por instrumentos: NDB, VOR e ILS Cat 1 (cabeceira 06)[20]
- Pátio de aeronaves: 29 posições
- Área do pátio de aeronaves: 48.687 m²
- Luzes de Aeródromo

L21 – Farol rotativo de aeródromo
L23 – Luzes de obstáculo
L26 – Indicador de direção de vento iluminado

## Serviços
- Receita Federal
- Receita Estadual
- Juizado de Menores
- Polícia Militar
- Polícia Civil
- Corpo de Bombeiros
- ANVISA
- Procon
- Polícia Federal

## Incidentes e acidentes
Década de 2000
- 5 de maio de 2008: Um mecânico da TAM teve a perna esmagada pelo trem de pouso de um Airbus A320 da empresa que faria o voo 3892 com destino a Manaus, quando a aeronave estava em solo. O funcionário foi internado e sobreviveu.[21]

Década de 1980
- 3 de fevereiro de 1984: Um Airbus A300, fazendo o Voo Cruzeiro do Sul 302 entre São Luís e Belém com 176 pessoas a bordo, foi sequestrado por 3 pessoas que exigiram que o avião fosse levado para Cuba. O avião chegou a Camagüey em menos de um dia e não houve vítimas.[22]

Década de 1970
- 1 de junho de 1973: um Sud Aviation Caravelle SE 210, que fazia o Voo Cruzeiro do Sul 109, indo de Belém a São Luís, explodiu logo após pousar pela cabeceira 06. Todos os 23 passageiros e a tripulação morreram.

## Aviões abandonados
- Boeing 727-200F Air Brasil - PR-AIB
- Boeing 727-200F Air Brasil - PR-MTJ
- Boeing 727-200F VASPEX - PP-SFG